# ARM Cortex-A57
ARM Cortex-A57是一个由Arm设计的ARMv8-A 64 位中央处理器指令集架構。2014年1月， 超威半导体发布了服务器處理器皓龙 A1100 。該處理器有四个或八个Cortex-A57内核。  2014年第四季度，高通發佈了骁龙810。它包含四个Cortex-A57和四个ARM Cortex-A53内核。